# (13043) 1990 QT4
(13043) 1990 QT4 is een kleine planetoïde in de planetoïdengordel. Het object werd op 24 augustus 1990 ontdekt door Henry E. Holt aan het Palomar-observatorium in San Diego.